# 1890年のスポーツ
- 年度別スポーツ記事一覧

## 大相撲
- 3月 - 初代西ノ海嘉治郎、横綱免許

## クリケット
- ジ・アッシズ優勝：イングランド（2勝0敗1分）

## 競馬

### イギリス
クラシック
- 2000ギニー - シュアフット
- 1000ギニー - セモリナ
- エプソムダービー - セインフォイン
- エプソムオークス - メモワール
- セントレジャーステークス - メモワール

その他主要レース
- アスコットゴールドカップ - ゴールド
- グッドウッドカップ - フィロメル
- ドンカスターカップ - タイラント
- エクリプスステークス - 中止
- チャンピオンステークス - アムピオン
- グランドナショナル - アイレクス

### アメリカ合衆国
- ウィザーズステークス - キングエリック
- ベルモントステークス - バーリントン
- ローレンスリアライゼーションステークス - トーナメント

### フランス
- パリ大賞典 - フィツロヤ
- ジョッケクルブ賞 - Heaume

### オーストラリア
- メルボルンカップ - カーバイン

## ゴルフ
- 全英オープン優勝者：ジョン・ボール（イギリス）

## サッカー

### イングランド
- フットボールリーグ（1889-1890シーズン）優勝：プレストン・ノース・エンド
- FAカップ決勝

ブラックバーン・ローヴァーズ 6-1 シェフィールド・ウェンズデイ

## テニス

### グランドスラム
- ウィンブルドン　男子単優勝：ウィロビー・ハミルトン（アイルランド）、女子単優勝：レナ・ライス（アイルランド）
- 全米選手権　男子単優勝：オリバー・キャンベル（アメリカ）、女子単優勝：エレン・ルーズベルト（アメリカ）

オリバー・キャンベルが全米選手権の男子シングルスに「19歳6ヶ月9日」で初優勝。これは1990年にピート・サンプラスが「19歳28日」で優勝するまで、100年間全米選手権（全米オープン）の男子最年少優勝記録であった。

## ボート
- オックスフォード・ケンブリッジ大学対抗レガッタ優勝：オックスフォード大学

## 野球

### 日本
- 一高対明治学院の試合で、一高応援団が応援に来た明治学院神学教師ウィリアム・インブリーに投石、負傷させる（インブリー事件）

### アメリカ大リーグ
- ナショナルリーグ優勝：ブルックリン・ブライドグルームズ
- アメリカン・アソシエーション優勝：ルイビル・カーネルズ
- 野球リーグ『プレイヤーズ・リーグ』創設、1年で解体
- プレイヤーズ・リーグ優勝：ボストン・レッズ

## ラグビー
- ホームネイションズ

優勝：スコットランド、イングランド

## 誕生
- 1月7日 - モーリス・マクローリン（アメリカ、テニス、+1957年）
- 1月19日 - エルマー・ニクランダー（フィンランド、陸上競技、+1942年）
- 3月1日 - 木村庄之助 (22代)（香川県、相撲、+1994年）
- 5月4日 - 鈴木惣太郎（群馬県、野球、+1982年）
- 5月5日 - 猪谷六合雄（群馬県、アルペンスキー、+1986年）
- 7月27日 - アルマ・タイペール（フィンランド、陸上競技、+1976年）
- 7月30日 - ケーシー・ステンゲル（アメリカ、野球、+1975年）
- 8月24日 - デューク・カハナモク（アメリカ、水泳、+1968年）
- 9月10日 - 熊谷一弥（福岡県、テニス、+1968年）
- 10月8日 - フィリップ・ティス（ベルギー、自転車競技、+1971年）
- 11月2日 - 西ノ海嘉治郎 (3代)（鹿児島県、相撲、+1933年）
- 11月17日 - ロバート・キッパス（アメリカ、水泳監督、+1967年[1]）

## 死去
- 6月13日 - ジョン・フリーモント（アメリカ、探検家、*1813年）
- 6月15日 - 雲龍久吉（福岡県、相撲、*1822年）
- 10月20日 - リチャード・バートン（イギリス、探検家、*1821年）